# داریو خارا ساگیر
داریو خارا ساگیر (اسپانیایی: Darío Jara Saguier‎; ۲۷ ژانویهٔ ۱۹۳۰ – ۲۲ ژانویهٔ ۲۰۲۳) بازیکن فوتبال اهل پاراگوئه بود.
وی همچنین در تیم ملی فوتبال پاراگوئه بازی کرده‌است.